# Аянгаты
Аянгаты́ (тув. Аянгаты), Сарыг-Бёль — село в Барун-Хемчикского кожууне Республики Тыва. Административный центр и единственный населённый пункт Аянгатинского сумона.

## История
С 2016 года относится к району Крайнего Севера (Постановление Правительства РФ от 6 декабря 2016 г. N 1305 «О внесении изменений в перечень районов Крайнего Севера и приравненных к ним местностей с ограниченными сроками завоза грузов (продукции)»

## География
Село находится у р. Большие Аянгаты.
Улицы
ул. Комсомольская, ул. Культуры, ул. М.Чыргала, ул. Степная, ул. Урожайная.
К селу административно принадлежат местечки (населённые пункты без статуса поселения) м. Агылыг-Шат, м. Ак-Даш, м. Ак-Мажалык, м. Ак-Хем, м. Алангыыш, м. Алдыы-Хадынныг, м. Ачалыг-Тей, м. Аът-Баштыг-Узук, м. Бай-Каът, м. Баян-Булак, м. Беш-Чалыг, м. Биче-Аянгаты, м. Борбак-Тал, м. Даялыг, м. Доора-Даг, м. Доргун, м. Кара-Адыр, м. Кара-Суг, м. Кара-Узук, м. Кезек-Каът, 668048 м. Кужурлуг-Мажалык, м. Кургаг-Адыр, м. Кызыл-Даш, м. Кылбыштыг, м. Малгаштыг, м. Оваалыг, м. Оруктуг-Кара-Суг, м. Оруктуг-Озен, м. Остуг, м. Оттук-Даш, м. Сарыг-Кырлар, м. Сукпак, м. Сыынныг-Кара-Суг, м. Узун-Кара-Суг, м. Узун-Озен, м. Устуу-Хадынныг, м. Ховаганныг, м. Чаагай-Каът, м. Чайлаг-Кара-Суг, м. Чайлаг-Озен, м. Чинге, м. Чыдыг, м. Шангыр-Озен, м. Шивилиг, м. Ыйгылак.
Географическое положение
Расстояние до:
районного центра Кызыл-Мажалык: 25 км.
областного центра: Кызыл 264 км.
Ближайшие населенные пункты
Бижиктиг-Хая 18 км, Чыргакы 18 км, Чыраа-Бажы 24 км, Кызыл-Мажалык 25 км

## Население
| 2002 | 2010 | 2011 | 2012 | 2013 | 2014 | 2015 |
| ---- | ---- | ---- | ---- | ---- | ---- | ---- |
| 438  | ↗540 | ↘539 | ↘520 | ↘513 | ↘505 | ↘504 |
| 2016 | 2017 | 2018 | 2019 | 2020 | 2021 |      |
| ↘498 | ↗503 | ↗504 | ↗516 | ↘512 | ↗593 |      |

## Известные жители
Буян-Бадыргы, Монгуш (25 апреля 1892 — 22 марта 1932) — тувинский общественный и государственный деятель, основоположник тувинской государственности. родился в местечке Оваалыг, в семье арата Номчула из рода Монгушей.
Хомушку Сайынотович Алдын-оол — Заслуженный учитель школы РСФСР, ректор КГПИ (1964—1979), кандидат педагогических наук, автор букваря, методики преподавания тувинского языка в начальной школе (1966) и в средней школе (1972), пособия по выразительному чтению (1974).

## Инфраструктура
МБДОУ Детский сад «Аян» с. Аянгаты
МБОУ СОШ с. Аянгаты.
Лето действует детское оздоровительное учреждение «Аян»
сельский Дом культуры села Аянгаты
Сотовая связь
отсутствует

## Транспорт
Автодороги местного значения, дорога до Бижиктиг-Хая.